# 特拉巴短脊鱂
特拉巴短脊鱂為輻鰭魚綱鯉齒目鯉齒亞目花鳉科的其中一種，分布於中美洲哥斯大黎加Térraba河及巴拿馬Chiriquí河流域，體長可達6公分，棲息在流動緩慢或靜止的溪流，屬肉食性，生活習性不明。